# Dypsis trapezoidea
Dypsis trapezoidea är en enhjärtbladig växtart som beskrevs av John Dransfield. Dypsis trapezoidea ingår i släktet Dypsis och familjen Arecaceae. IUCN kategoriserar arten globalt som akut hotad. Inga underarter finns listade i Catalogue of Life.